# SafetySuit
SafetySuit est un groupe de rock alternatif américain, originaire de Tulsa, dans l’État de l’Oklahoma. Ils sont surtout connus pour leurs chansons Someone Like You, Life Left to Go et Anywhere But Here, utilisée dans la série Kyle XY. Someone Like You est classée 15e dans les charts et est entré dans le top 40. Leur single Stay se classe premier dans le top 20 de Countdown.

## Biographie
SafetySuit vient d'un groupe appelé Crew, basé à Tulsa, dans l’État de l’Oklahoma, et est à l'origine composé du chanteur Doug Brown, du batteur Tate Cunningham, du bassiste Jeremey Henshaw, et des guitaristes Curtis Lloyd et Jesse Carey, qui se sont rencontrés pendant leurs études à l'Oral Roberts University. Après avoir gagné un concours local, Crew se popularise dans sa ville natale de Tulsa, et enregistre Day After Yesterday avec le producteur David John. Curtis et Jesse quittent le groupe, et le guitariste Dave Garofalo les rejoint quelques mois plus tard. 
En 2004, le groupe se délocalise à Nashville, dans le Tennessee et se rebaptise Day After Yesterday pour sortir l'EP Crew. En été 2005, ils sont présents au producteur Greg Archilla et enregistrent un EP quatre titres intitulé Stay. Le groupe continue de se populariser et signe finalement avec Universal Records. Après cette signature, le groupe devient SafetySuit pour éviter tout problème judiciaire,.
SafetySuit enregistre son premier album, Life Left to Go en 2007, avec le producteur Greg Archilla. En février 2008, le groupe sort son premier single, Someone Like You, avant de sortir  Life Left to Go le 13 mai 2008. L'album atteint la cinquième place des Billboard Top Heatseekers. Il comprend deux autres singles, plus particulièrement Stay et Annie.
Le 11 juillet 2017, SafetySuit annonce sur Instagram le départ du guitariste Dave Garofalo.

## Membres

### Membres actuels
- Doug Brown – chant, guitare
- Jeremy Henshaw – basse
- Tate Cunningham – batterie

### Ancien membre
- Dave Garofalo – guitare (2002–2017)

## Discographie

### Albums studio
- 2008 : Life Left To Go (Universal Motown Records)
- 2012 : These Times (Universal Republic Records)

### Singles
- Someone Like You (2008)
- Stay (2009)
- Annie (2009)
- Get Arround This (2011)
- Let Go (2011)
- These Times (2012)
- Looking Up (2015)